# Franciszek Żeleski
Franciszek Żeleski (ur. 27 września 1837 we Lwowie, zm. 5 lutego 1926 w Krakowie) – polski sędzia.

## Życiorys
Urodził się 27 września 1837 we Lwowie. Ukończył studia prawnicze na Wydziale Prawa Uniwersytetu Lwowskiego, po czym odbył praktykę adwokacką w wymiarze 1,5 roku. W okresie zaboru austriackiego w ramach autonomii galicyjskiej wstąpił do c. k. rządowej służby sądowniczej. Od 1859 do około 1863 w charakterze auskultanta C. K. Wyższego Sądu Krajowego we Lwowie był przydzielony do C. K. Sądu Krajowego we Lwowie. Od 1863 do 1867 był akturiuszem w Tyśmienicy (w tych latach nie figurował w spisie urzędników sądowych, aczkolwiek był wymieniany w grupie aktuariuszów na liście urzędników c. k. urzędów; w pierwszym roku w prowizorycznym charakterze tego stanowiska).
Po wprowadzeniu autonomii galicyjskiej w 1867 od tego roku do 1874 był adjunktem C. K. Sądu Powiatowego w Żółkwi (w pierwszym roku sąd miał charakter prowizoryczny), gdzie od około 1873 był jednocześnie sędzią dla spraw drobiazgowych. Od 1874 do około 1880 był sędzią C. K. Sądu Powiatowego w Janowie. Od około 1880 do około 1882 był sędzią C. K. Sądu Obwodowego w Brodach. W 1881 otrzymał tytuł i charakter c. k. radcy sądu krajowego. Od 1882 był radcą C. K. Sądu Obwodowego w Przemyślu. Ze stanowiska c. k. radcy sądu krajowego w Przemyślu w sierpniu 1887 został mianowany historycznie pierwszym prezydentem otwartego 1 września 1887 C. K. Sądu Obwodowego w Sanoku i pełnił ten urząd w kolejnych latach do 1892. 27 stycznia 1888 został mianowany przewodniczącym sądu przysięgłych w Sanoku na kadencję od 5 marca 1888. 9 września 1889 został prezesem założonego wówczas w Sanoku oddziału Towarzystwa Prawniczego. Po latach dr Karol Zaleski przytoczył słowa Franciszka Żeleskiego o Sanoku: „wszystko, co tu Bóg zrobił, jest prześliczne, ale co ludzie zrobili, to niech diabli wezmą”.
Od 20 maja 1892 do około 1899 był wiceprezydentem Wyższego Sądu Krajowego w Krakowie. Jego uroczyste pożegnanie z powodu przejścia w stały stan spoczynku odbyło się 10 lipca 1900 w sali rozpraw sądu apelacyjnego w gmachu św. Piotra. W 1918 był wiceprezydentem C. K. Wyższego Sądu Krajowego w stanie spoczynku.

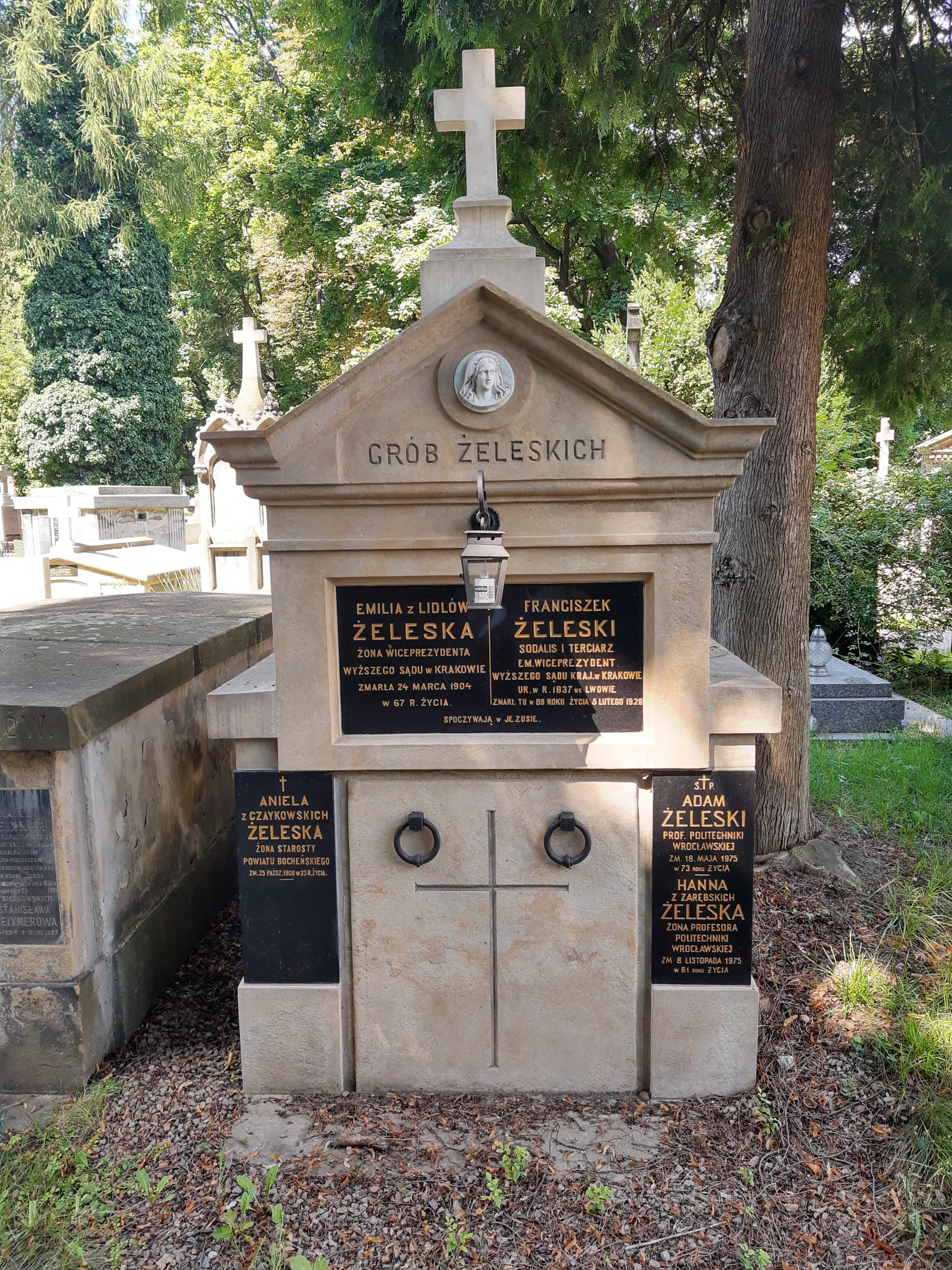
Grobowiec rodzinny Franciszka Żeleskiego w Krakowie

W latach swojej służby zawodowej udzielał się w działalności społecznej o charakterze społecznym i narodowym. W Przemyślu wraz z biskupem był założycielem Konferencji Towarzystwa św. Wincentego à Paulo i przez kilka lat był przewodniczącym tego stowarzyszenia. Był członkiem sanockiego gniazda Polskiego Towarzystwa Gimnastycznego „Sokół” (1890, 1891). Pełnił stanowisko prezesa Klubu Prawników w Krakowie, a po ustąpieniu z tej funkcji 6 marca 1903 przez aklamację zgromadzenia tego towarzystwa otrzymał tytuł członka honorowego i został wybrany członkiem wydziału (nowym prezesem został Franciszek Kasparek). Przyczynił się do powstania Krakowskiego Towarzystwa Zaliczkowego Urzędników, w jego władzach pełnił funkcję przewodniczącego rady nadzorczej, a także prezesa, a po ustąpieniu z tej posady został mianowany przez zgromadzenie towarzystwa jego dożywotnim kuratorem 22 marca 1903, a funduszowi przeznaczonemu na cele dobroczynne lub humanitarne nadano nazwę „Fundusz Dobroczynny imienia Franciszka Żeleskiego”, tym samym tworząc stypendium na jego cześć. Podczas pracy w Krakowie udzielał się na rzecz instytucji humanitarnych i dobroczynnych zyskując powszechne poważanie. Był członkiem krakowskiej Rady Wyższej Towarzystwa św. Wincentego à Paulo i był jej przewodniczącym. Był starszym Bractwa Najświętszej Marii Panny Królowej Korony Polskiej. Należał do Sodalicji Mariańskiej i pełnił funkcję Pierwszego Prefekta Kongregacji Mariańskiej pw. św. Józefa w Krakowie, aczkolwiek w ostatnich przeszło 20 latach życia nie był aktywny z uwagi na zły stan zdrowia.
Około 1890 otrzymał honorowe obywatelstwo Rymanowa.
Jego żoną była Emilia z domu Lidl (zmarła za jego życia w 1904 mając 67 lat), z którą miał córkę Władysławę (1872-1947), zamężną z inżynierem Wilhelmem Szomkiem z Sanoka oraz syna (wicesekretarz w C. K. Ministerstwie Spraw Wewnętrznych). Zmarł 5 lutego 1926. Został pochowany na cmentarzu Rakowickim w Krakowie (pas 11).

## Odznaczenia
- Krzyż Kawalerski Orderu Leopolda (1895)[2][28]
- Krzyż Komandorski Orderu Franciszka Józefa (1900)[2][29]